# Feaella affinis
Espèce
Statut de conservation UICN

 LC  : Préoccupation mineure
Feaella affinis est une espèce de pseudoscorpions de la famille des Feaellidae.

## Distribution
Cette espèce est endémique des Seychelles.

## Publication originale
- Hirst, 1911 : The Araneae, Opiliones and Pseudoscorpiones. Percy Sladen Trust Expedition to the Indian Ocean in 1905 under the leadership of Mr. J. Stanley Gardiner. Transactions of the Linnean Society of London. 2d ser.: Zoology, vol. 14, p. 379-395 (texte intégral).